# 떡국
떡국은 한국의 전통 음식이다.  장국에 일정한 두께로 얇게 썰은 흰떡을 넣고 끓여 만든 음식이며, 고기, 달걀 등을 고명으로 얹거나 만두 등의 재료를 곁들여 떡만둣국으로 먹는다. 설날에 먹는 명절 음식이며, 정월 시식이다. 현대에 들어서는 양력 새해 첫날에 먹기도 한다. 
떡국은 지방에 따라 다양화되었는데, 예를 들어 개성에서는 조랭이 떡국이라 하여 조선 초기에 이성계의 목을 자르고 싶다는 뜻으로 만들었다고 한다. 그러나, 임진왜란 직후에는 한 때 그 대상이 바뀌기도 했었다. 즉, 도요토미 히데요시의 목을 자르고 싶다는 의미로 재해석된 것이다.

## 역사
1819년 《열양세시기》, 1849년 《동국세시기》 등에 돈 같이 썬 흰떡을 장국에 넣어 끓인 것이 "떡국(湯餠, 餠湯, 餠羹)"이라 언급된다. 쇠고기, 꿩고기, 닭고기, 돼지고기 등을 곁들이기도 한 국으로 보인다. 섣달그믐 밤에 한 그릇씩 먹는다고 언급되며, "떡국을 먹다"라는 표현이 "설을 쇠어서 나이를 한 살 더 먹다"를 뜻하기도 한다.

## 문화
예부터 한국 문화권에서는 설날에 떡국을 마련하여 조상께 차례를 지내고, 새해 아침의 첫 식사로 삼아 왔다. 설날에 기다란 가래떡을 썰어 떡국을 끓여 먹는 것에도 장수를 기원하는 의미가 있다.

## 같이 보기
- 만둣국
- 조니